# Iodometrie
Die Iodometrie ist eine chemische Analysemethode, die zur quantitativen Bestimmung von verschiedenen Substanzen genutzt wird.
Sie gehört zu den titrimetrischen Analyseverfahren und beruht auf der Umwandlung von Iodid-Ionen (I−) in Iod (I2) bzw. umgekehrt, also auf folgender Gleichgewichtsreaktion:
{\displaystyle \mathrm {2I^{-}\rightleftharpoons I_{2}+2e^{-}} }
Mit der Iodometrie lassen sich sowohl auf I− oxidierend wirkende als auch auf I2 reduzierend wirkende Analyte quantitativ bestimmen.
Die Iodometrie ist deutlich von der Iodatometrie abzugrenzen, bei letzterer werden die Redoxeigenschaften von Iodat-Ionen genutzt.

## Bestimmung reduzierend wirkender Analyte und Herstellung der Iod-Maßlösung
Reduzierend wirkende Analyte können I2  zu Iodidionen reduzieren. Je höher die Stoffmenge an Analyt in der Probe, desto mehr Iod kann reduziert werden. Die Bestimmung solcher Analyte kann entweder durch direkte Titration oder durch Rücktitration erfolgen.

### Direkte Titration
Bei der direkten Titration wird die Probe direkt mit Iodmaßlösung titriert. Aus dem Volumenverbrauch an Iod-Maßlösung bis zum Äquivalenzpunkt kann auf die Analytmenge mithilfe der stöchiometrischen Gesetze zurückgerechnet werden. Eine direkte Titration bietet sich an, wenn der Analyt vollständig und schnell mit Iod reagiert. So wird eine exakte Erkennung des Äquivalenzpunktes ermöglicht.

### Bestimmung mittels Rücktitration
Die Bestimmung reduzierend wirkender Analyte kann auch mithilfe einer Rücktitration erfolgen. Dazu wird die Probe mit einem definierten Überschuss (d. h. bekannte Konzentration und bekanntes Volumen) an Iod-Maßlösung versetzt. Nach kurzem Stehenlassen kann dann die nicht umgesetzte Restmenge an Iod durch Titration mit Natriumthiosulfatlösung bestimmt werden. Eine solche Rücktitration bietet sich an, wenn der Analyt nur langsam mit Iod reagiert und deshalb nicht direkt damit titriert werden kann.

Ein Beispiel hierfür ist die Bestimmung von Quecksilber(I)-chlorid, das mit einer Iod/Iodid-Lösung zu einer Komplexverbindung reagiert:
{\displaystyle \mathrm {Hg_{2}Cl_{2}+I_{2}+6\ I^{-}\longrightarrow 2\ [HgI_{4}]^{2-}\ +2\ Cl^{-}} }
Ähnlich lassen sich Quecksilber(II)-salze bestimmen.

## Herstellung der Maßlösung und Titerstellung
Iod an sich ist in Wasser nur schlecht löslich. Deshalb wird bei der Herstellung der Maßlösung das Iod in eine Kaliumiodidlösung gegeben. In dieser Salzlösung löst sich Iod deutlich besser unter Bildung von Triiodid-Ionen:
{\displaystyle \mathrm {I_{2}+I^{-}\rightleftharpoons I_{3}^{-}} }
Da das genaue Einwiegen von Iod wegen des hohen Dampfdrucks bzw. des flüchtigen Charakters auf der Waagschale schwierig ist, wird die Iodmaßlösung häufig auch mittels Kaliumiodat und Kaliumiodid hergestellt. Dazu wird die exakt benötigte Masse des gut wägbaren Kaliumiodats zu einer Lösung mit einem Überschuss Kaliumiodid gegeben. Nach Ansäuern bildet sich in einer Komproportionierungsreaktion der gewünschte Gehalt an Iod.
Die Iod-Maßlösung ist instabil, wobei der Abbau von Iod besonders durch Lichteinstrahlung hervorgerufen wird. Um besser vor Lichteinstrahlung zu schützen, bewahrt man die Lösung zweckmäßig in Braunglas-Behältern auf. In regelmäßigen Abständen ist der tatsächliche Gehalt an Iod in der Maßlösung zu überprüfen. Dazu kann eine exakt abgewogene Masse an Arsen(III)-oxid-Lösung als Urtitersubstanz eingesetzt werden, die mit dem Iod quantitativ zu Arsenaten bzw. Arsensäure überführt wird. Wegen der Giftigkeit von Arsenverbindungen kann der tatsächliche Gehalt alternativ auch mit Natriumthiosulfat-Pentahydrat als Feststoff oder mit einer Natriumthiosulfatlösung bekannten Gehalts ermittelt werden.

## Bestimmung oxidierend wirkender Analyte
Oxidierend wirkende Analyte oxidieren Iodidionen zu Iod, wobei die entstehende Iodmenge ein Maß für die Analytmenge ist. Es wird hierbei ein Überschuss an Iodidionen zur Probe gegeben, um einen entsprechenden Mangel, der die Entstehung von Iod begrenzen würde, auszuschließen. Unter diesen Bedingungen kann der Analyt sich vollständig mit Iodidionen umsetzen, von den letzteren bleibt eine Restmenge im Probegemisch enthalten. Je höher die Stoffmenge an Analyt ist, desto höher ist die entstehende Stoffmenge an Iod. Das genaue Verhältnis von Analytmenge zu entstehender Iodmenge variiert je nach Analyt und kann aus dem Koeffizientenverhältnis der Reaktionsgleichung abgelesen werden. Beispiel für die iodometrische Bestimmung von Cu2+:
{\displaystyle \mathrm {2\ Cu^{2+}+4\ I^{-}\longrightarrow 2\ CuI+\ I_{2}} }
Die Stoffmenge an I2 ist genau halb so groß wie die Stoffmenge des Analyten (Cu2+).
Die bei der chemischen Reaktion entstandene Iod-Stoffmenge wird durch eine Titration quantitativ ermittelt. Dazu wird die nun iodhaltige Probe im schwach sauren pH-Bereich (im alkalischen wird das Thiosulfat zum Sulfat oxidiert) mit Natriumthiosulfat-Maßlösung (Na2S2O3) titriert. Dabei wird das Iod wieder in Iodidionen überführt:
{\displaystyle \mathrm {I_{2}+2\ S_{2}O_{3}^{2-}\longrightarrow 2\ I^{-}+\ S_{4}O_{6}^{2-}} }
Am Äquivalenzpunkt ist diese Reaktion gerade vollständig abgelaufen, und aus dem Volumenverbrauch an Maßlösung bis zu diesem Punkt kann auf die vorhanden gewesene Iodmenge geschlossen werden. Je höher der Verbrauch an Maßlösung, desto höher war die Stoffmenge an Iod und desto höher war letztendlich auch die Stoffmenge des Analyten.
Da nicht direkt der Analyt titriert wird, handelt es sich bei der Iodometrie zur Bestimmung oxidierend wirkender Analyte um eine indirekte Titration.

## Indikation des Äquivalenzpunktes
Je nachdem welche Art von Analyt bestimmt wird, entsteht am Äquivalenzpunkt Iod oder wird gerade das letzte noch vorhandene Iod chemisch umgesetzt. Zwar ist gelöstes Iod schwach gelb gefärbt, für eine exakte Endpunkterkennung (Entstehung/Verschwinden der gelben Farbe) ist die Eigenfärbung jedoch zu schwach. Stattdessen wird kurz vor Erreichen des Äquivalenzpunktes noch einige Tropfen Stärkelösung zur Probe gegeben. Die intensiv blaue Farbe des Iod-Stärke-Komplexes erlaubt nun eine exakte Erkennung des Äquivalenzpunktes.

## Stellenwert der Iodometrie
Die Iodometrie ist ein universelles Verfahren, da sehr viele Analyte reduzierende oder oxidierende Eigenschaften besitzen. Hier liegt jedoch auch das größte Problem der Methode. Die Bestimmung wird häufig durch andere in der Probe enthaltene Stoffe gestört, die ebenfalls reduzierende oder oxidierende Eigenschaften auf Iod bzw. Iodidionen besitzen können.
Ein Beispiel für ein wichtiges Anwendungsgebiet ist die Bestimmung der Iodzahl. Hiermit kann die Anzahl an Doppelbindungen in einem langkettigen Alken beziehungsweise einer ungesättigten Fettsäure gemessen werden.